# No hay piedad para los condenados
No hay piedad para los condenados es el segundo disco de la banda madrileña Santa, editado en el año 1985, bajo el sello discográfico Chapa Discos. 
El sonido del álbum, producido por el guitarrista de Barón Rojo, Carlos de Castro, muestra una evolución respecto a su anterior trabajo, Reencarnación, el cual estaba más orientado al heavy metal clásico, a uno más tranquilo de rock duro melódico y AOR, ayudado por el fichaje de Miguel Ángel Collado como teclista fijo, ya que las canciones son más lentas y elaboradas. 
Sin embargo, a pesar de ser un buen disco, no llegó a alcanzar el volumen de ventas de su anterior trabajo, y tras la edición Azuzena Dorado, la cantante, abandonó la banda.
Este trabajo fue reeditado en formato CD en 2002, por Zafiro/BMG.

## Canciones
1. Todo mi honor (04:53)
2. No eres suficiente (04:00)
3. Sin compasión (04:25)
4. Solo eres tu (04:22)
5. Intermezzo (01:43)
6. No hay piedad para los condenados 03:51)
7. Viena (00:26)
8. D'astaire club (03:46)
9. Levantate (03:04)
10. Arma mortal (03:36)
11. Huérfanos de la tormenta (04:55)

## Formación
- Jero Ramiro - Guitarra
- Azuzena Dorado - Voz
- Bernardo Ballester - Batería
- Miguel Ángel Collado - Teclado
- Diego Jiménez - Bajo